# Strongyliceps
Strongyliceps es un género de arañas araneomorfas de la familia Linyphiidae. Se encuentra en Kenia y Uganda.

## Lista de especies
Según The World Spider Catalog 12.0:
- Strongyliceps alluaudi Fage, 1936
- Strongyliceps anderseni Holm, 1962